# Zach Braff
Zachary Israel Braff (South Orange, New Jersey, 1975. április 6. –) amerikai színész, producer, forgatókönyvíró, rendező. Leghíresebb szerepe a 2010-ig futó Dokik című vígjátéksorozatban volt. Alakításáért háromszor jelölték Golden Globe-díjra és egyszer Primetime Emmy-díjra.

## Élete
Zach Braff South Orange-ban született, szülei, Hal Braff ügyész és szociológiaprofesszor, és Anne Brodzinsky, klinikai pszichológus. A színészetet a Stagedoor Manorban, egy előadóművészeti képzőközpontban kezdte el tanulni. Braff a Northwestern University School of Communicationre járt, és 1997-ben diplomázott az intézményben.
1989-ben Braff megkapta egyik első szerepét a CBS tervezett tévésorozatában, a High-ban, amely a pilotnál tovább nem jutott. A szereplők között szerepelt Gwyneth Paltrow és Craig Ferguson is. 1990-ben szerepelt a The Baby-sitters Club című sorozat egy epizódjában. Három évvel később Nick Liptont alakította Woody Allen Rejtélyes manhattani haláleset című filmjében, amely a debütáló filmje volt.
1998-ban a New York-i Public Theater George C. Wolfe által rendezett Macbeth című előadásában Alec Baldwin, Angela Bassett és Liev Schreiber mellett játszott. 
2001-ben megkapta John 'J.D.' Dorian szerepét a Dokik című orvosi vígjátéksorozatban, amely meghozta neki a hírnevet, és 2010-ig futott. Braffet három Golden Globe-díjra és egy Primetime Emmy-díjra jelölték. Braff később több epizódot is rendezett a sorozatban.
2002-ben visszatért a Public Theaterbe, ahol a Central Parkban rendezett Vízkereszt, vagy amit akartok című darabban játszott. 2004-ben hat hónap alatt írta meg az A régi környék forgatókönyvét. A film rendezője, producere és főszereplője is volt. Egy évvel később a film filmzenéjéhez készített válogatáslemeze elnyerte a Grammy-díjat a 'Legjobb filmzenei válogatásalbum mozgóképhez, televízióhoz vagy más vizuális médiához' kategóriában.
2005-ben Braff kipróbálta magát szinkronszínészként a Disney Csodacsibe című animációs filmjének címszereplője révén. Ezt a szerepet a Kingdom Hearts II című videojátékban is eljátszotta.
2006-ban jelent meg Az utolsó csók című romantikus drámában. 
2010-ben főszerepet játszott a The High Cost of Living című kanadai indie filmben Isabelle Blais québeci színésznő oldalán. 2013-ban hangját kölcsönözte Finley, a majom karakterének az Óz, a hatalmas című fantasyfilmben, amelynek főszereplője James Franco volt. Francóval többször is együtt dolgoztak, mint a Késik a szüret (2016) és A katasztrófaművész című produkciókban. 2018-ban főszerepet játszott a rövid életű Alex Inc. című sorozatban. 2020-ban Braff felbukkant Robert De Niro, Morgan Freeman és Tommy Lee Jones oldalán A nagy visszatérőkben.  

### Magánélete
Braffnél tízéves korában kényszerbetegséget diagnosztizáltak. 2009-től 2014-ig Taylor Bagley modell volt a párja. 2019-től 2022-ig Florence Pugh színésznővel volt egy kapcsolatban.

## Filmográfia

### Filmes szerepek
| Év   | Cím                                                       | Szerep              | Magyar hangja      |
| ---- | --------------------------------------------------------- | ------------------- | ------------------ |
| 1993 | Rejtélyes manhattani haláleset (Manhattan Murder Mystery) | Nick Lipton         | Holl Nándor        |
| 1999 | Getting to Know You                                       | Wesley              |                    |
| 2000 | Blue Moon                                                 | fiatal Fred         |                    |
| 2000 | Barátságpróba (The Broken Hearts Club: A Romantic Comedy) | Benji               | Dolmány Attila     |
| 2000 | Endsville                                                 | Dean                |                    |
| 2004 | A régi környék (Garden State)                             | Andrew Largeman     | Dévai Balázs       |
| 2005 | Csodacsibe (Chicken Little)                               | Kotlik Csöpi hangja | Csőre Gábor        |
| 2006 | Az utolsó csók (The Last Kiss)                            | Michael             | Csőre Gábor        |
| 2006 | Csapd le Chip-et (The Ex)                                 | Tom Reilly          | Széles László      |
| 2010 | The High Cost of Living                                   | Henry Welles        |                    |
| 2012 | C. K. Williams élete (The Color of Time)                  | Albert              | Markovics Tamás    |
| 2013 | Óz, a hatalmas (Oz the Great and Powerful)                | Frank / Finley      | Szatory Dávid      |
| 2014 | Bárcsak itt lennék (Wish I Was Here)                      | Aidan Bloom         | Rajkai Zoltán      |
| 2016 | Késik a szüret (In Dubious Battle)                        | Connor              | Vida Péter         |
| 2017 | A katasztrófaművész (The Disaster Artist)                 | Önmaga              | nincs a stáblistán |
| 2020 | Percy (Percy vs Goliath)                                  | Jackson Weaver      | Czvetkó Sándor     |
| 2020 | A nagy visszatérők The Comeback Trail                     | Walter Creason      | Markovics Tamás    |
| 2022 | Cheaper by the Dozen                                      | Paul Baker          |                    |
| 2022 | Moonshot                                                  | Leon Kovi           |                    |
| 2023 | Kegyes kis hazugság A Little White Lie                    | Real Shriver        | Markovics Tamás    |

### Televíziós szerepek
| Év      | Cím                                      | Szerep                             | Megjegyzés |
| ------- | ---------------------------------------- | ---------------------------------- | ---------- |
| 1989    | High                                     | ?                                  | tévéfilm   |
| 1990    | The Baby-Sitters Club                    | David Cummings                     | 1 epizód   |
| 1994    | CBS Schoolbreak Special                  | Tony / Tammy                       | 1 epizód   |
| 2001–10 | Dokik (Scrubs)                           | JD Dorian                          | 175 epizód |
| 2002    | Clone High                               | Paul Revere / X-Stream Mike hangja | 2 epizód   |
| 2005–06 | Az ítélet: család (Arrested Development) | Phillip Litt                       | 2 epizód   |
| 2006    | Nobody's Watching                        | önmaga                             | tévéfilm   |
| 2009    | Scrubs: Interns                          | JD Dorian                          | 1 epizód   |
| 2012    | Született szinglik (Cougar Town)         | pizzafutár                         | 1 epizód   |
| 2012    | The Exes                                 | Chuck Feeney                       | 1 epizód   |
| 2014    | Balfékek (Community)                     | JD hangja                          | 1 epizód   |
| 2014    | Amynek áll a világ (Inside Amy Schumer)  | Rob                                | 1 epizód   |
| 2015    | Undateable                               | Zach                               | 2 epizód   |
| 2015    | The Sixth Lead                           | önmaga                             | 1 epizód   |
| 2017–20 | BoJack Horseman                          | önmaga hangja                      | 2 epizód   |
| 2018    | Alex Inc.                                | Alex Schuman                       | 10 epizód  |
| 2022    | Obi-Wan Kenobi                           | Freck hangja                       | 1 epizód   |

## További információ
- Hivatalos oldal
- Zach Braff a Facebookon
- Zach Braff a PORT.hu-n (magyarul)
- Zach Braff az Internetes Szinkronadatbázisban (magyarul)
- Zach Braff az Internet Movie Database-ben (angolul)
- Zach Braff a Rotten Tomatoeson (angolul)